# وفيق (اسم)
وفيق هو اسم علم مذكر من أصل عربي، ومعناه هو الرفيق الموافق المتقارب من الفعل وفق الأمر صادفه موافقًا للمراد. مؤنث وفيقة.

## شخصيات تحمل الاسم
- وفيق الديري (1950[3] – )
- وفيق الزعيم (الممثل أبو حاتم المشهور بمسلسل باب الحارة، 31 ديسمبر 1960 – 15 مارس 2014)
- وفيق السامرائي (1 يوليو 1947 – )
- وفيق الطيبي (صحفي لبناني، 1925 – 17 فبراير 1981)
- وفيق رضا سعيد (21 ديسمبر 1939 – )
- وفيق صفوت مختار
- وفيق فهمي (ممثل مصري، 2 ديسمبر 1938 – 27 يوليو 1985)

## وصلات خارجية
- موسوعة السلطان قابوس لأسماء العرب